# Постоянная конференция политических партий Латинской Америки и Карибского бассейна
Постоянная конференция политических партий Латинской Америки и Карибского бассейна (исп. Conferencia Permanente de Partidos Políticos de América Latina y el Caribe, COPPPAL) — международное объединение политических партий стран Латинской Америки и Карибского бассейна.
Сотрудничает с Международной конференцией азиатских политических партий (англ.  International Conference of Asian Political Parties, ICAPP) и Советом африканских политических партий (англ. Council of African Political Parties, CAPP). Под эгидой COPPPAL действуют молодёжная (исп. COPPPAL-Juvenil) и женская организации (исп. COPPPAL Mujeres).

## История
COPPPAL была создана 12 октября 1979 года на конференции в штате Оахака (Мексика) по инициативе Институционно-революционной партии, в то время правящей партии в Мексике, как международная неправительственная организация. Согласно своему уставу COPPPAL определена как «форум националистических партий, для которых приоритетен суверенитет, при продвижении более справедливого и равноправного международного порядка».
Задача COPPPAL:
«защищать демократию, правовые и политические институты, одновременно стимулируя их развитие и совершенствование, укрепление принципа самоопределения народов Латинской Америки, содействие региональной интеграции; поддержка любых инициатив в области разоружения; содействие обороне, суверенитету и лучшему использованию природных ресурсов каждой страны в регионе; форсированное развитие; содействие латиноамериканским региональным организациям и взаимодействие, которые позволят создать более справедливый международный экономический порядок; защита и продвижения уважения к правам человека».
С момента создания COPPPAL в 1979 году и до 1982 года, а также с 1986 по 2005 год COPPPAL возглавляли представители Институционно-революционной партии. С 1982 по 1986 год во главе COPPPAL стоял лидер Демократической революционной партии (Панама). В 2005 году президентом координационного комитета организации был избран Антонио Кафиеро (Хустисиалистская партия, Аргентина), а адъюнкт-президентом — Густаво Карвахаль Морено (Институционно-революционная партия, Мексика). В 2011 году Кафиеро сменил Педро Хоакин Колдуэлл (Институционно-революционная партия, Мексика). С 2015 года COPPPAL возглавляет Манлио Фабио Белтронес Ривера (Хустисиалистская партия, Аргентина).

## Структура
Координационный комитет COPPPAL координирует молодёжные обмены, консультативные и другие мероприятия своих партий-членов, а также взаимодействует с Международной конференцие азиатских политических партий. Действуют 20 комиссий, в том числе по миграции, культуре, науке и технологиям, по делам Центральной Америки, энергетике, латиноамериканской интеграции и так далее.

### Руководство[3]
- Почётный президент — Антонио Кафиеро (Хустисиалистская партия, Аргентина)
- Президент — Манлио Фабио Белтронес Ривера (Хустисиалистская партия, Аргентина)
- Адъюнкт-президент — Густаво Карвахаль Морено (Институционно-революционная партия, Мексика)
- Президент COPPPAL Mujeres — Лейси Мориере Кандида (Партия трудящихся, Бразилия)
- Президент COPPPAL-Juvenil — Ана-Люсия Аронскинд (Хустисиалистская партия, Аргентина)
- Исполнительный секретарь — Хорхе Перес Галисиа (Институциональная революционная партия, Мексика)
- Генеральный координатор — Оахака Антонио Мунис (Институциональная революционная партия, Мексика)
- Координатор комиссий — Долорес Гандульфо (Хустисиалистская партия, Аргентина)[4]

## Члены
Членами COPPPAL являются 62 социал-демократические, либеральные, левые и христианско-демократические политические партии из 30 стран Северной и Южной Америки:
| Страна                   | Партии |
| ------------------------ | --- |
| Аргентина                | Партия непримиримых — Хустисиалистская партия — Социалистическая партия — Широкий фронт — Гражданский радикальный союз                                  |
| Аруба                    | Народное избирательное движение |
| Белиз                    | Народная объединённая партия |
| Боливия                  | Революционное левое движение — Националистическое революционное движение — Движение «Свободная Боливия»                                                 |
| Бонайре                  | Демократическая партия Бонайре |
| Бразилия                 | Демократическая рабочая партия — Партия трудящихся — Партия бразильского демократического движения                                                      |
| Венесуэла                | Единая социалистическая партия Венесуэлы — Демократическое действие — Движение к социализму — Народное избирательное движение — Подемос                 |
| Гаити                    | Слияние гаитянских социал-демократов — Организация борющегося народа                                                                                    |
| Гватемала                | Национальный союз надежды — Обновлённая демократическая партия свободы — Альтернатива — Новая нация — Гватемальское национальное революционное единство |
| Гондурас                 | Либеральная партия Гондураса — Свобода и переоснование                                                                                                  |
| Доминика                 | Доминикская лейбористская партия |
| Доминиканская Республика | Доминиканская революционная партия — Доминиканская партия освобождения — Социал-демократическая революционная партия                                    |
| Канада                   | Квебекская партия |
| Колумбия                 | Колумбийская либеральная партия — Альтернативный демократический полюс                                                                                  |
| Коста-Рика               | Партия национального освобождения |
| Куба                     | Коммунистическая партия Кубы |
| Кюрасао                  | Рабочий фронт осовобождения 30 мая — Лейбористская партия Народного крестового похода — Партия Новое антильское движение                                |
| Мексика                  | Институционно-революционная партия — Партия труда — Партия демократической революции — Гражданское движение                                             |
| Никарагуа                | Сандинистский фронт национального освобождения |
| Панама                   | Демократическая революционная партия |
| Парагвай                 | Большой фронт |
| Перу                     | Американский народно-революционный альянс |
| Пуэрто-Рико              | Партия независимости Пуэрто-Рико |
| Сальвадор                | Фронт национального освобождения имени Фарабундо Марти — Демократические перемены                                                                       |
| Сент-Винсент и Гренадины | Объединённая лейбористская партия |
| Сент-Люсия               | Лейбористская партия Сент-Люсии |
| Уругвай                  | Широкий фронт — Партия Колорадо — Национальная партия                                                                                                   |
| Чили                     | Радикальная социал-демократическая партия — Социалистическая партия Чили — Партия за демократию                                                         |
| Эквадор                  | Демократическая левая — Эквадорская партия рольдосистов — Альянс ПАИС — Эквадорская социалистическая партия                                             |
| Ямайка                   | Народная национальная партия |